# Emmanouil Pappas (municipio)
Emmanouil Pappas (griego: Εμμανουήλ Παππάς) es un municipio de la República Helénica perteneciente a la unidad periférica de Serres de la periferia de Macedonia Central. Su capital es Chryso.
El municipio se formó en 2011 mediante la fusión de los antiguos municipios de Emmanouil Pappas y Strymonas, que pasaron a ser unidades municipales. El municipio tiene un área de 337,9 km², de los cuales 217,5 pertenecen a la unidad municipal de Emmanouil Pappas.
En 2011 el municipio tiene 14 664 habitantes, de los cuales 8118 viven en la unidad municipal de Emmanouil Pappas.
Se sitúa al este de Serres, junto a la carretera 12 que une Salónica con Kavala a través de Serres.
Recibe su nombre por haber nacido aquí Emmanouil Pappas, miembro de la Filikí Etería que fue uno de los líderes de la Guerra de independencia de Grecia. Su lugar de nacimiento es el pueblo homónimo, antes llamado "Dovista".